# Manoir d'Assemont
Le manoir d'Assemont est un édifice situé à Lisieux, en France.

## Localisation
Le monument est situé dans le département français du Calvados, à l'ouest de l'agglomération de Lisieux, au no 2 de la rue d'Assemont, à proximité du carrefour de l'avenue du 6-Juin (route de Caen).

## Architecture
L'édifice est classé au titre des Monuments historiques depuis le 3 août 1936.